# Championnat de Biélorussie de football 2001
Navigation
Saison précédente Saison suivante
La saison 2001 du Championnat de Biélorussie de football était la 11e édition de la première division biélorusse. Elle regroupe les quatorze meilleurs clubs biélorusses au sein d'une poule unique qui s'affrontent en matchs aller et retour. En fin de saison, les deux derniers du classement sont relégués en D2 et remplacés par les deux meilleurs clubs de First League.
Cette saison, c'est le club du FK Belshina Babrouïsk qui remporte pour la première fois de son histoire le titre en terminant en tête du championnat, avec 2 points d'avance sur le FK Dynamo Minsk et 4 sur le BATE Borisov. Le tenant du titre, le FK Slaviya Mozyr prend une décevante 7e place, à 11 points du Belshina, qui réussit le doublé en battant le Slaviya en finale de la Coupe de Biélorussie.

## Les 14 clubs participants
| - FK Dynamo Minsk - FK Molodekhno 2000- Promu de First League - FK Dynamo Brest - Naftan-Devon Novopolotsk - Neman-Belcard Grodno - Lokomotiv-96 Vitebsk - FK Dnepr-Transmash Moguilev | - Vedrytch-97 Retchytsa - Torpedo-MAZ Minsk - Shakhtyor Soligorsk - FK Belshina Babrouïsk - BATE Borisov - FK Slaviya Mozyr - FK Gomel |

## Compétition
Le barème de points servant à établir le classement se décompose ainsi :
- Victoire : 3 points
- Match nul : 1 point
- Défaite : 0 point

### Classement
| Rang | Équipe                  | Pts | J  | G  | N | P  | Bp | Bc | Diff |
| ---- | ----------------------- | --- | -- | -- | - | -- | -- | -- | ---- |
| 1    | FK Belshina Babrouïsk C | 55  | 26 | 17 | 4 | 5  | 43 | 20 | +23  |
| 2    | FK Dynamo Minsk         | 53  | 26 | 16 | 5 | 5  | 52 | 21 | +31  |
| 3    | BATE Borisov            | 51  | 26 | 16 | 3 | 7  | 54 | 31 | +23  |
| 4    | Neman-Belcard Grodno    | 50  | 26 | 14 | 8 | 4  | 44 | 20 | +24  |
| 5    | Shakhtyor Soligorsk     | 46  | 26 | 13 | 7 | 6  | 43 | 24 | +19  |
| 6    | FK Gomel                | 44  | 26 | 13 | 5 | 8  | 36 | 24 | +12  |
| 7    | FK Slaviya Mozyr T      | 44  | 26 | 13 | 5 | 8  | 49 | 27 | +22  |
| 8    | Torpedo-MAZ Minsk       | 37  | 26 | 10 | 7 | 9  | 31 | 32 | -1   |
| 9    | Dnepr-Transmash Mogilev | 31  | 26 | 8  | 7 | 11 | 29 | 37 | -8   |
| 10   | FK Molodekhno 2000 P    | 29  | 26 | 8  | 5 | 13 | 23 | 47 | -24  |
| 11   | FK Dynamo Brest         | 29  | 26 | 8  | 5 | 13 | 26 | 38 | -12  |
| 12   | Lokomotiv-96 Vitebsk    | 19  | 26 | 4  | 7 | 15 | 18 | 51 | -33  |
| 13   | Naftan Novopolotsk      | 14  | 26 | 4  | 2 | 20 | 18 | 51 | -33  |
| 14   | Vedrytch-97 Retchytsa   | 8   | 26 | 2  | 2 | 22 | 17 | 60 | -43  |

|  | Qualification pour la Coupe UEFA 2001-2002 et pour la Ligue des champions 2002-2003 |
|  | Qualification pour la Coupe UEFA 2002-2003                                          |
|  | Qualification pour la Coupe Intertoto 2002                                          |
|  | Relégation en deuxième division                                                     |

## Bilan de la saison
| Championnat de Biélorussie de football 2001 |                                   |
| Champion                                    | FK Belshina Babrouïsk (1er titre) |
| Coupes et trophées                          |                                   |
| Vainqueur de la Coupe de Biélorussie 2001   | FK Belshina Babrouïsk             |
| Qualifications continentales                |                                   |
| Ligue des champions 2002-2003               | FK Belshina Babrouïsk             |
| Coupe UEFA 2001-2002                        | FK Belshina Babrouïsk             |
| Coupe UEFA 2002-2003                        | FK Dynamo Minsk                   |
| Coupe Intertoto 2002                        | BATE Borisov                      |
| Promotions et relégations                   |                                   |
| Promus en Premier League                    | Torpedo Jodzina                   |
| Promus en Premier League                    | Zvyazda VA BDU Minsk              |
| Relégués en First League                    | Naftan Novopolotsk                |
| Relégués en First League                    | Vedrytch-97 Retchytsa             |